# Glaucome néovasculaire
Pour les articles homonymes, voir GNV.
Un glaucome néovasculaire ou GNV est une hypertonie oculaire (HTO) majeure liée à la prolifération de néovaisseaux dans le segment antérieur, provenant de la chambre postérieure.

## Physiologie
Si plus de la moitié de la rétine manque d'oxygène, il y a sécrétion de facteurs angiogéniques, qui augmentent la perméabilité vasculaire, entraînent un bourgeonnement endothélial, puis des mitoses des cellules endothéliales qui se connectent et s’entourent de fibroblastes.

## Évolution naturelle
Au début, de nouveaux vaisseaux apparaissent sur le bord de l'iris. Ils sont visibles à la lampe à fente, sans dilatation, au fort grossissement. Le début dans l’angle irido-cornéen est plus rare (10 % des cas). Puis les néovaisseaux se dirigent de manière anarchique vers l’angle, et le recouvrent en commençant par la bande ciliaire, puis le trabéculum, puis l’éperon scléral et l'anneau de Schwalbe. La lame porte-vaisseaux, formée de fibroblastes, se rétracte alors, et en attirant l’iris, ferme définitivement l’angle. S’y associe souvent un ectropion de l’uvée : l'uvée est visible en avant de l’iris alors qu'elle est normalement en arrière.
Le nom médical pour désigner la prolifération de vaisseaux sur l'iris est la rubéose. Rubeus signifie rouge en latin.

## Stades cliniques
|           | néovaisseaux (NV) dans l'angle | NV sur le stroma | HTO | fermeture de l'angle |
| stade I   | oui                            | non              | non | non                  |
| stade II  | oui                            | oui              | non | non                  |
| stade III | oui                            | oui              | oui | non                  |
| stade IV  | oui                            | oui              | oui | oui                  |

Deux autres mécanismes du glaucome sont les suivants :
- on peut retrouver des synéchies antérieures périphériques. Ce mot vient du grec sunekheia : continuité. Les synéchies sont des endroits où deux tissus se collent. En l'occurrence, dans les synéchies antérieures périphériques, l'iris se colle à la cornée, ce qui empêche le drainage de l'humeur aqueuse ;

- on peut aussi retrouver une mydriase irréversible : une dilatation irréversible de la pupille. Dans ce cas, l'iris est épaissi en périphérie et peut empêcher le drainage de l'humeur aqueuse.

## Que faire si on découvre des néovaisseaux iriens?

### Sont-ce vraiment des néovaisseaux?
Le diagnostic différentiel des néovaisseaux iriens est 
1. les vaisseaux iriens angulaires physiologiques. Ils sont fins et radiaires et ne dépassent jamais l’éperon scléral. A l’angiographe fluorescéinique, 25 % des sujets normaux ont des vaisseaux iriens qui diffusent. Mais dans ce cas, ils diffusent moins et moins précocement que les néovaisseaux. Le grand cercle artériel de l’iris ressemble à un serpent de mer.
2. l’hétérochromie irienne de Fuchs, où l’angle irido-cornéen est ouvert
3. l’inflammation oculaire chronique
4. la fermeture aigüe de l’angle. On fait la différence avec le glaucome néovasculaire à la gonioscopie (du grec gônia : angle et skopein : examiner, c'est-à-dire examen de l'angle irido-cornéen) et par l’examen de l’œil adelphe (synonyme : de l'autre œil. du grec adelphos : frère).

### Trouver la cause
- Occlusion de la veine centrale de la rétine (OVCR) : 30 % des glaucomes néovasculaires. Le risque de glaucome néovasculaire est de 50 % à 7 mois. Le fameux glaucome des 100 jours survient dans 40 % des cas. En pratique, il peut survenir entre 15 jours et 2 ans après le début des symptômes. La surveillance doit être rapprochée si l’acuité visuelle est effondrée, s’il y a un déficit du réflexe pupillaire afférent. Surveillance tous les mois pendant trois mois (tous les 15 jours si acuité effondrée), puis tous les deux mois pendant sept mois, puis tous les six mois, puis tous les ans.
- Diabète insulino-dépendant (DID) : 30 %. Cela concerne surtout les enfants et adolescents. La rubéose peut rester quiescente (asymptomatique) jusqu’à trois ans avant que survienne l’hypertonie oculaire. Facteurs de risque : diabète mal suivi, diabète mal équilibré, qui n’a pas bénéficié de photocoagulation panrétinienne (PPR) par le laser, rétinopathie diabétique (RDP) du sujet jeune.
- Autres : 
  - sténose (rétrécissement de l'artère) carotidienne : 13 %. Il faut y penser si seulement un œil est touché, si les néovaisseaux sont persistants malgré un traitement adéquat par le laser, s'il y a une occlusion de la veine centrale de la rétine et surtout si la personne a une hyperpression artérielle.
  - occlusion de l'artère centrale de la rétine : 2 %. Dans ce cas, le glaucome néovasculaire est rare car l’artère se reperméabilise souvent.
  - vasculopathie ischémique : maladie de Eales (cause inconnue), de Coats (cause inconnue), drépanocytose.
  - décollement de rétine chronique
  - tumeur : mélanome métastatique choroïdien, hémangiome, métastase irienne, lymphome.

## Traitement

### Stades I et II
On traite la cause : détruire la rétine ischémique(?)
S'il s'agit d'une obstruction de la veine centrale de la rétine, on commence le jour même une panphotocoagulation rétinienne (PPR) et on finit en 8 jours. On préserve une zone d’une surface de deux diamètres papillaires (un diamètre papillaire correspond à 1,5 mm) au-dessus des arcades temporales supérieures. Cela lui facilitera la marche(?). On peut s’aider d’une injection intravitréenne (IVT) de facteurs anti-angiogéniques, ce qui est efficace dans 70 % des cas. L'injection permet, transitoirement, de réduire les néovaisseaux, l’hypertonie oculaire, l’œdème de cornée, les douleurs et de faire le laser. Si le laser est impossible à réaliser à cause d'un œdème de la cornée ou de la douleur, on peut faire une pancryothérapie rétinienne.

### Stade III
On cherche tout d'abord à réduire la pression. Pour cela, il ne faut pas utiliser de pilocarpine car elle diminue la voie uvéosclérale, voie accessoire pour l'évacuation de l'humeur aqueuse. Il ne faut pas non plus utiliser de prostaglandine car l’œil en sécrète déjà. 
Dans un deuxième temps, on peut faire la panphotocoagulation rétinienne si les milieux sont clairs. Sinon, si les milieux sont opaques, il faudra faire une pan cryothérapie rétinienne. Les néovaisseaux vont régresser, mais la lame peut rester, et l’hypertonie oculaire peut persister.

### Stade IV
Deux cas de figure sont possibles : soit l’œil voit encore, soit il ne voit plus

#### Si l’œil voit
On traite en premier la cause, puis on traite l’hypertonie oculaire. Pour l'hypertonie oculaire, le traitement médical ne suffit pas et on réalise les étapes suivantes : 
1. Faire une chirurgie filtrante (la coagulation par laser a souvent déjà été essayée), sous couvert de Mannitol, avec Mitomycine systématique. Chez une personne sur trois, cette manœuvre se solde par un échec en raison de l'inflammation de l’œil.
2. Poser un tube pour servir d'implant de dérivation. On pourra par exemple utiliser une valve de Molteno, Xpress. A court terme, les risques sont l'hémorragie ou l'hypotonie. À long terme, le risque est la fibrose du tube.
3. Cyclodestruction (destruction du corps ciliaire). Ce geste est très efficace sur les douleurs, mais il y a un risque important de baisse de l’acuité visuelle et de phtyse : atrophie progressive de l’œil.

#### Si l’œil est aveugle
Si l’œil n’est pas douloureux, on se contente de surveiller, après avoir réalisé une échographie et avoir recherché la cause. Il y a cependant un risque de phtyse par engainement du corps ciliaire(?). Si l’œil est douloureux, on réalise une injection rétrobulbaire (en arrière de l’œil) d’un mélange de xylocaïne et d’alcool : un anesthésiant. On peut en faire une deuxième si besoin. Si c’est inefficace, on peut faire une cyclodestruction par cryothérapie, mais le risque de phtyse est grand.